# شهرداری پروبیستیپ
شهرداری پروبیستیپ (به لاتین: Probištip Municipality) یک منطقهٔ مسکونی است که در مقدونیه شمالی واقع شده‌است. شهرداری پروبیستیپ ۳۲۵٫۵۷ کیلومتر مربع مساحت و ۱۶٬۱۹۳ نفر جمعیت دارد.